# Häderlisbrücke
Häderlisbrücke je historický kamenný obloukový most přes řeku Reuss v dolní části soutěsky Schöllenen u Göschenenu ve švýcarském kantonu Uri. Most ze 17. století byl zničen povodní v roce 1987 a do roku 1991 byl obnoven podle původní podoby.

## Historie

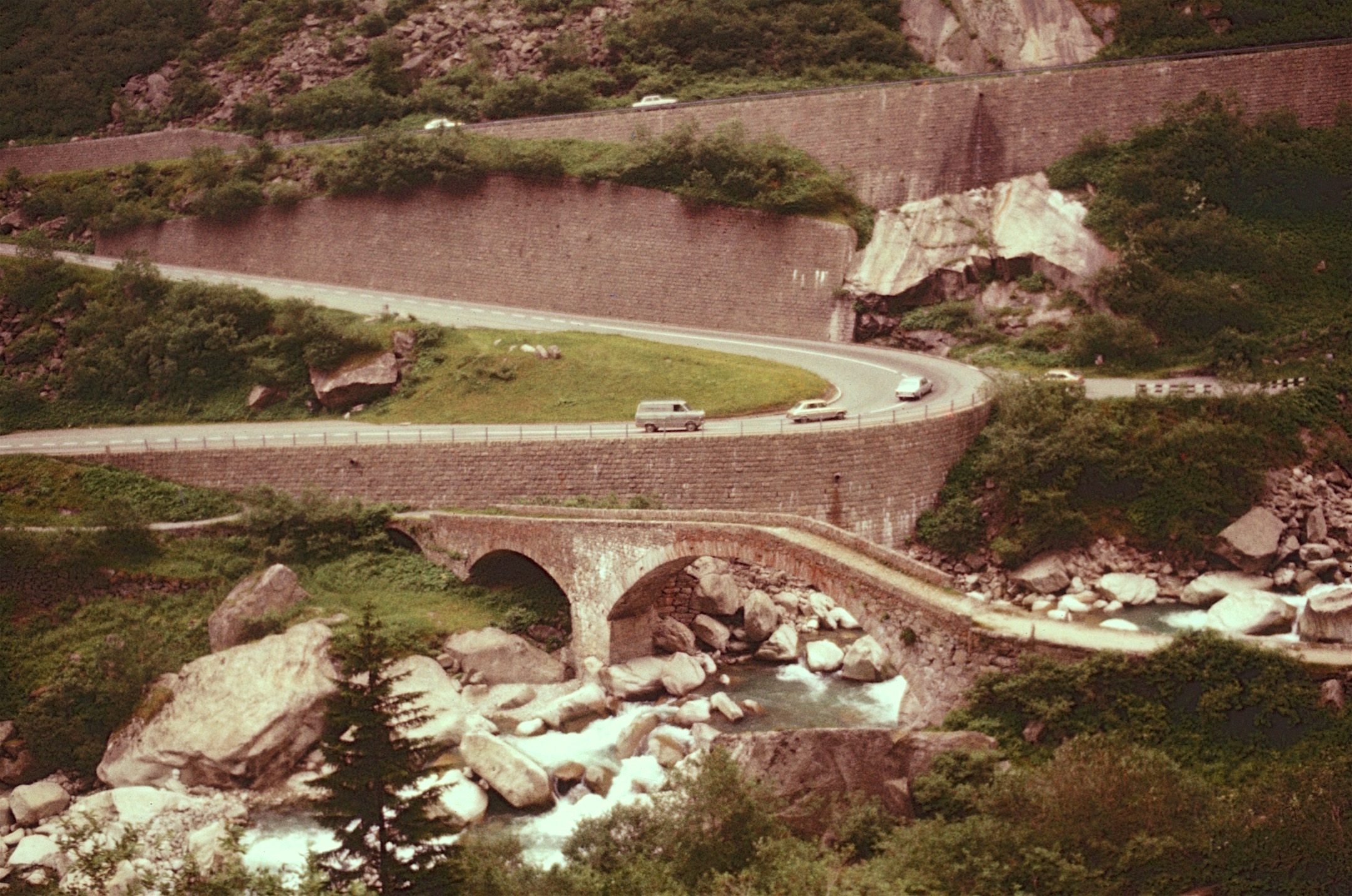
Most Häderlisbrücke 1979

Most Häderlisbrücke byl postaven v roce 1649 na místě starší lávky. V noci z 24. na 25. srpna 1987 zničila historický most povodeň. V roce 1991 postavil kanton Uri s pomocí Švýcarské konfederace a Švýcarského svazu mistrů stavitelů na tomto místě stejný kamenný obloukový most.
Vzhledem k tomu, že most je považován za důležitý doklad stavební a kulturní historie údolí Uri, je mezi obyvateli oblíbený a je považován za krásně tvarovanou a dobře navrženou stavbu, bylo dbáno na to, aby byl obnoven věrně podle originálu. Nejprve byla na základě existujících pozůstatků a starých dokumentů obnovena geometrie starého mostu. K tomu napomohly existující rytiny a rozsáhlá sbírka fotografií. Při plánování pomohlo také srovnání s jinými mostními konstrukcemi, jako je například mýtný most v Göschenenu.
Aby byla obnova co nejvěrnější originálu, byly kameny těženy z 300 metrů vzdáleného lomu a opracovávány pouze ručně; strojní opracování, například frézování, bylo vyloučeno. Již původní most byl most postaven ze žulových kvádrů vytěžených v Göschenenu.
Historii a rekonstrukci mostu přibližuje pamětní deska na místě.
Náklady na stavbu, bez nákladů na projekt a řízení stavby, činily 1,2 milionu švýcarských franků.
Most je památkově chráněný.